# احمدا (غزنی)
احمدا (به لاتین: Ahmada) یک منطقهٔ مسکونی هزاره‌ها در افغانستان است که در ولسوالی جغتو در ولایت غزنی موقعیت دارد.

## مردم‌شناسی
باشندگان احمدا را هزاره‌ها تشکیل می‌دهند و به زبان فارسی با گویش‌های هزارگی و دری صحبت می‌کنند.